# Armeense Bijbel

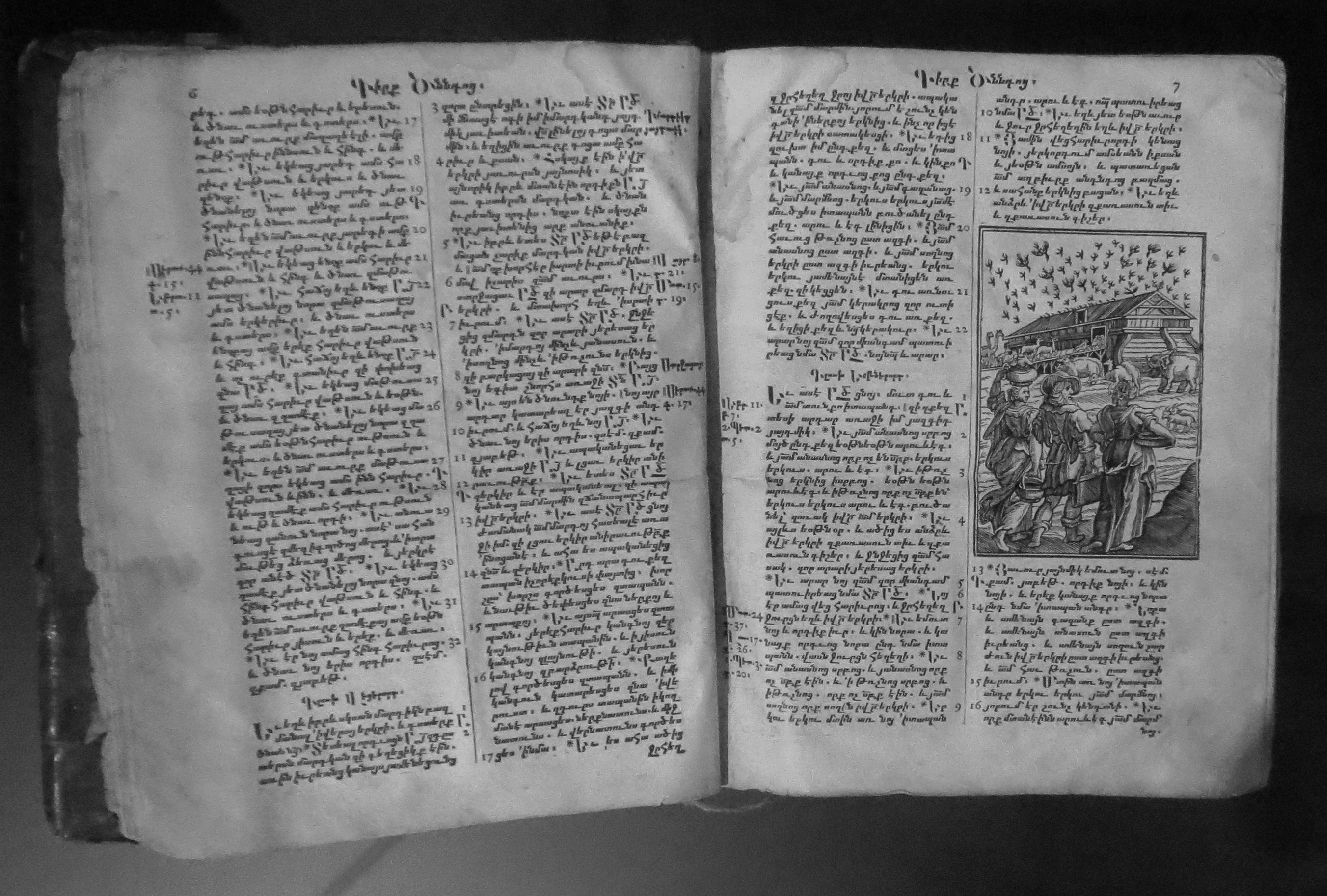
0613 Armeense bijbel (Genesis), uitg. Voskan Yerevantsi in Etchmiadzin, gedrukt Amsterdam 1667

De oudste Armeense bijbelvertaling dateert uit de vijfde eeuw en gaat terug op de heilige Mesrop Masjtots (361/362-440). De H. Mesrop staat aan de basis van het moderne Armeense alfabet en taal. Na de ontwikkeling van het alfabet In 411 werd de Syrische bijbel in het Armeens vertaald. Uiteindelijk bleek men toch niet zo tevreden over het resultaat en werden er geleerden naar Edessa (431-434) gezonden om daar een nieuwe vertaling te maken. De geleerden reisden naar Constantinopel om voor hun vertaling gebruik te maken van de Griekse grondtekst (van zowel het Oude als het Nieuwe Testament die zij met zich meebrachten. Ook werden enkele manuscripten van Origenes' Hexapla opgestuurd vanuit Alexandrië. De geleerden moesten zich daarvoor verder bekwamen in het Griekse taal.
Latere uitgaven van de Armeense Bijbel waren beïnvloed door de Vulgata, de Latijnse bijbelvertaling van Hiëronymus.
Spreuken 1,2 nbg is volgens de overlevering het eerste vers dat Mesrop vertaalde in het Armeens:
"Om verstandige woorden te verstaan, om de tucht aan te nemen."
Čanačʿel zimastutʿiwn ew zxrat, imanal zbans hančaroy.
Ճանաչել զիմաստութիւն եւ զխրատ, իմանալ զբանս հանճարոյ

## Canon van de Armeense Bijbel
De canon van de Armeense Bijbel is lange tijd onduidelijk geweest. Mesrop spreekt van 22 boeken van het Oude Testament, wat correspondeert met de canon van Hebreeuwse Bijbel. Wat betreft de canon van het Nieuwe Testament is het niet ondenkbaar dat er aanvankelijk boeken van het deel uitgemaakt die geen deel uitmaakten van de "westerse" canon van het Nieuwe Testament. Vanaf de middeleeuwen werd de in het westen gangbare canon overgenomen.